# Marsupella alata
Marsupella alata là một loài Rêu trong họ Gymnomitriaceae. Loài này được S. Hatt. & N. Kitag. ex N. Kitag. mô tả khoa học đầu tiên năm 1960.